# Kris Austin
Pour les articles homonymes, voir Austin.
Kris Austin (né en 1979) est un homme politique canadien, ancien pasteur chrétien baptiste et travailleur forestier.
Il est chef de l'Alliance des gens du Nouveau-Brunswick de 2010 à 2022.

## Biographie
Kris Austin est né à Hamilton, en Ontario, vers 1979 mais grandit au Nouveau-Brunswick. Il obtient son diplôme d'études secondaire en 1997 à Minto et part étudier la théologie à Bangor au Maine. 
Il devient ensuite pasteur associé d'une église baptiste à Nackawic et ensuite à Niagara Falls, en Ontario, pendant dix ans. Il est travailleur forestier durant un certain temps, chez Grand Lake Timber et ensuite chez AV Nackawic. Il est aussi partenaire dans une entreprise forestière. Durant les années 2000, il fonde un centre communautaire à Minto, dirige un centre de désintoxication et un programme d'aide aux personnes handicapées. Il est aussi animateur auprès de groupes d'aide aux personnes âgées et aux toxicomanes.
D'abord membre du Parti progressiste-conservateur du Nouveau-Brunswick, il tente de se faire élire dans la circonscription électorale de Grand Lake-Gagetown, sans succès.
Il devient le premier chef de l'Alliance des gens du Nouveau-Brunswick lors d'un congrès tenu à Oromocto le 5 juin 2010, trois mois après la fondation du parti.
Le 30 mars 2022, Austin annonce sa démission en tant que chef de l'Alliance des gens du Nouveau-Brunswick afin de joindre le Parti progressiste-conservateur du Nouveau-Brunswick,.
Son épouse se nomme Amanda et le couple a un fils, Silas.